# Introducerad adel
Introducerad adel är adelsätter som  immatrikulerats inom en adlig korporation och därmed kunnat åtnjuta vissa privilegier, exempelvis representationsrätt i ett parlament. Introduktion av adel har förekommit i Sverige och bland annat Estland, Finland, dåvarande Kurland, Livland, Pommern, Viborg och Ösel.

## Sverige

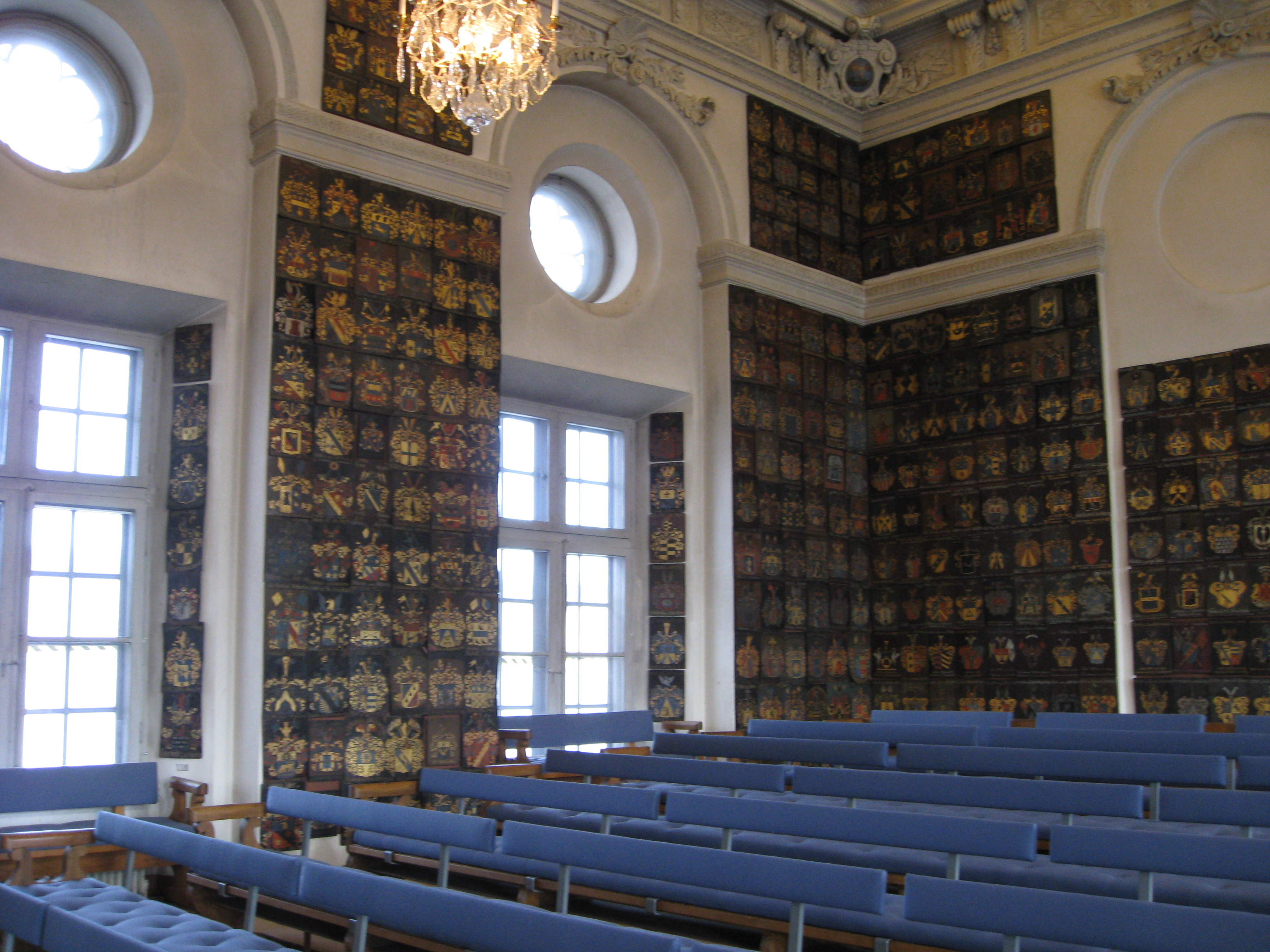
De introducerade adelsätternas vapensköldar i Riddarhuspalatset.

Den introducerade adeln i Sverige finns registrerad i ridderskapets och adelns matrikel (adelskalendern). Övriga adelsätter i Sverige benämns ointroducerade. Genom att introduceras och immatrikuleras erhöll den nyadlade ätten politisk representationsrätt. Med registrering kunde man ha kontroll över de adelsmän som deltog vid riksdagar och möten. 
Att bli upptagen på Riddarhuset var förenat med vissa kostnader som bland annat bestod av en summa för själva immatrikuleringen och en kostnad för skapandet av den vapensköld som skulle hängas upp i riddarhuspalatset. Den sista ätten att introduceras var den adliga ätten von Samson-Himmelstierna (nr 2349) som introducerades den 9 april 1974 (adlad på 1600-talet).

### Naturalisation av utländska ätter
En utländsk adelsätt som bosatte sig i Sverige kunde bli upptagen bland den svenska adeln efter speciella regler. Detta innebar att ättens medlemmar först måste naturaliseras. Med naturalisation menas att en person från ett främmande land blev svensk och den var viktig för adelssläkter som adlats av en regent utanför Sveriges gränser. Före 1626 förekom inte någon naturalisation. Först då infördes begreppet ofﬁciellt i och med riddarhusordningen. Naturalisation utgick från regenten och innebar en konfirmation av det utländska adelskapet samt befallning att han skulle introduceras på det svenska Riddarhuset. Ibland remitterades ärendet direkt till Riddarhuset för att utreda det utländska adelskapet.